# Art écologique
L'art écologique est un genre artistique et une pratique artistique visant à préserver, réhabiliter et/ou dynamiser les formes de vie, les ressources et l'écologie de la Terre, en appliquant les principes des écosystèmes aux espèces et à leurs habitats dans la lithosphère, l'atmosphère, la biosphère et l'hydrosphère, y compris les déserts humains, les espaces ruraux, urbains et péri-urbains,. 
L'art écologique se distingue de l'art environnemental, car il implique la restauration de systèmes écologiques fonctionnels, mais aussi des interventions sociales et militantes engageant la communauté. L'art écologique traite également de la politique, de la culture, de l'économie, de l'éthique et de l'esthétique compte tenu de leurs impacts sur les écosystèmes. Les praticiens de l'art écologique sont des artistes, des scientifiques, des philosophes et des militants qui collaborent à des projets de gestion restauratoire, de réhabilitation écologique et d'éducation à l'environnement,,,.

## Historique
Aux origines de l'art écologique se trouvent l'art environnemental, le land art, l'art durable, la peinture de paysage et la photographie de paysage. Alors que les exemples remontent jusqu'à l'époque néolithique, selon le livre Ecovention: current art to transform ecologies, une liste des principales réalisations inclut Grass Mound (1955) de Herbert Bayer à Aspen, dans le Colorado, les propositions de Joseph Beuys en 1962 pour dépolluer la rivière de l'Elbe à Hambourg, le manifeste pour un art dynamique indéterminé « naturel » basé sur le temps de Hans Haacke en 1965, et la performance d'Ágnes Dénes intitulée Haiku Poetry Burial, Rice Planting and Tree Chaining / Exercises in Eco-Logic en 1968 dans l'État de New-York,,,.
1969 est une année clé des pratiques artistiques écologiques. Elle inclut l'œuvre Grass grows de Hans Haacke à Ithaca, dans l'État de New-York, les activités menées par Alan Sonfist pour démontrer l'intérêt des forêts indigènes dans les zones urbaines et son action pour la surveillance de la qualité de l'air dans la ville de New York. 1969 voit également Betty Beaumont documenter le nettoyage de ce qui fut à l'époque la pire marée noire des États-Unis : dix jours de blowout au large de la côte de Santa Barbara, en Californie, tandis que Mierle Laderman Ukeles écrit son Manifesto for Maintenance Art. Toujours en 1969, la galerie John Gibson, à New York, monte l'exposition Ecologic art qui présente des travaux de Will Insley, Claes Oldenburg, Christo, Peter Hutchinson, Dennis Oppenheim, Robert Morris, Bob Smithson, Carl Andre, Jan Dibbets, et Richard Long.
Dans les années 1969-1970, Helen Mayer Harrison et Newton Harrison du Harrison Studio collaborent à une cartographie des espèces en voie de disparition à travers le monde. En 1971, l'artiste Bonnie Sherk réalise Public Lunch with the Animals à la Maison du Lion du Zoo de San Francisco. De 1972 à 1979, Helen et Newton Harrison réalisent sept projets pour les lagons californiens.
En 1972, l'essai Art and Ecological Consciousnes de Gyorgy Kepes dans son livre Arts of the Environment présente l'art écologique comme distinct de l'art environnemental.
En 1992, dans l'exposition et le livre Fragile Ecologies: Contemporary Artists' Interpretations and Solutions, le docteur Barbara Matilsky, historienne de l'art, différencie l'art écologique de l'art environnemental en ce que le premier a des fondements éthiques.
En 1993, un atelier et une exposition axés sur les écosystèmes et l'art sont organisés par Don Krug, Renee Miller et Barbara Westfall au sein de la Société pour la restauration écologique à Irvine, en Californie.
En 1999 est inventé le terme écovention. C'est une conjonction des mots écologie et intervention, en lien avec l'exposition éponyme, organisée par Amy Lipton et Sue Spaid. Cet événement présente des projets artistiques utilisant des stratégies inventives pour transformer physiquement un écosystème.
En 2006, l'artiste Beth Carruthers utilise le terme « EcoART » dans un rapport de recherches intitulé « Mapping the Terrain of Contemporary EcoArt Practice and Collaboration ».

Les artistes internationaux du réseau EcoART ont rédigé collectivement une définition de l'art écologique qu'ils définissent de la manière suivante : 

« L'art écologique est une pratique artistique qui embrasse une éthique de la justice sociale à la fois dans son contenu, sa forme et ses matériaux. L'art écologique est créé pour inspirer la compassion et le respect, stimuler le dialogue, et encourager l'épanouissement à long terme de l'environnement social et naturel dans lequel nous vivons. L'art écologique se manifeste communément sous la forme d'un art interventionniste ou restauratoire, impliquant la communauté, militant et engagé socialement,. »

En 2008 a lieu une exposition d'art écologique reconnue par ses pairs, intitulée Badlands au musée d'art contemporain du Massachussets et associant artistes et scientifiques. Elle présente une typologie des artistes selon quatre tendances : les historiens, comme Robert Adams ; les explorateurs, comme Jane D. Marsching ; les activistes tels Leila Daw ; les esthétiques avec Mary Temple.
En France, avec la COP21 qui s'est tenue à Paris en 2015, le festival Art COP21 a montré des démarches variées d'artistes visant à sensibiliser le public : One heart, one tree de l'artiste belge Nazira Mestahoui, Human Energy de Yann Toma, autour de la Tour Eiffel, Ice Watch de Olafur Eliasson,. Au-delà de l'événement, « consensus écologique » pour l'historien d'art Paul Ardenne, l'art véritablement écologique, large et méconnu parce que parallèle au marché de l'art, va prendre de l'ampleur compte tenu des questions environnementales. Paul Dardenne propose plutôt l'appellation « art de l'anthropocène ».
En 2009, Jean Daviot fait pousser des mots géants en herbe qu'il nomme VHERBE, ces mots croissent au fil des jours et se métamorphosent au gré du temps ils témoignent de la fragilité des milieux naturels. Le critique Victor Mazière nomme ces actions des Géogrammatiques situées.

## Aspects théoriques

### Théories
Le livre paru en 2012 et intitulé Toward Global (Environ)Mental Change - Transformative Art and Cultures of Sustainability soutient que la crise mondiale de l'insoutenabilité est une perturbation du matériel de la civilisation ainsi qu'une crise du logiciel de l'esprit humain.
Le livre de 2004 intitulé Ecological aesthetics: art in environmental design: theory and practice présente une analyse des tendances et approches de l'architecture du paysage. Il décrit la science et les théories qui façonnent la recherche et la transformation du paysage depuis plus de trente ans.
Green Arts Web, compilé par Mo Dawley, bibliothécaire senior de l'université Carnegie-Mellon, est un recueil de textes sur l'art environnemental et l'art écologique du XXe siècle à aujourd'hui. Ce recueil comprend, parmi d'autres sous-catégories : les pratiques de l'écologie profonde,,, l'écoféminisme,,, l'écopsychologie, l'éthique du paysage, le biorégionalisme, le sens du lieu,, et la pensée systémique,.

### Principes
Les artistes considérés comme travaillant dans le domaine de l'art écologique adhèrent aux principes suivants :
- Se focaliser sur les interrelations présentes dans notre environnement, selon les aspects physiques, biologiques, culturels, politiques et historiques des écosystèmes[44],[45].
- Créer des œuvres qui utilisent des matériaux naturels ou collaborent avec les forces de la nature telles que le vent, l'eau ou la lumière du soleil[46].
- Dépolluer, restaurer, réhabiliter les écosystèmes dégradés[47].
- Informer le public sur le fonctionnement des écosystèmes et les problèmes environnementaux[48],[49].
- Proposer des solutions nouvelles pour la coexistence de l'être humain et de la nature, la durabilité de nos sociétés et la résilience des écosystèmes[50].

### Approches
L'art écologique comprend des approches nombreuses et variées, parmi lesquelles se trouvent :
- La représentation artistique, qui révèle, dévoile, met en valeur, via la création d'images et d'objets afin de stimuler le dialogue[51].
- Les projets de restauration, qui dépolluent ou restaurent les écosystèmes dégradés. Dans cette approche, les artistes travaillent souvent avec des scientifiques spécialistes de l'environnement, des architectes paysagistes et des urbanistes[52],[53].
- Les projets militants, qui mobilisent, informent, stimulent et activent les changements de comportements et / ou les politiques publiques[54],[55],[56].
- Les sculptures sociales, qui sont des œuvres engagées socialement, s'inscrivant dans la durée, incitant une communauté à surveiller ses paysages et à pratiquer le développement durable[57].
- Les approches éco-poétiques, qui ré-envisagent le monde naturel, invitant à la coexistence avec les autres espèces[58].
- Les œuvres de rencontre directe, qui utilisent les phénomènes naturels tels que l'eau, la météo, le soleil, les plantes, etc[59].
- Les travaux pédagogiques ou didactiques, qui informent sur les injustices environnementales, les problématiques écologiques et les risques sanitaires de la pollution[60].
- L'esthétique vivante et relationnelle, qui implique un mode de vie durable basé sur la permaculture et autonome en eau et en énergie[61].

### Orientations
L'art écologique contemporain s'exprime au travers de groupes interdisciplinaires et érudits en termes de questions centrées sur la vie, de participation communautaire, de dialogue public et de durabilité écologique. En 1996, l'éducateur et militant Don Krug a identifié les concepts fréquemment abordés par les artistes écologiques et qui peuvent être utilisés pour interpréter les perspectives et pratiques écologiques. Les quatre orientations suivantes ont été identifiées : design environnemental, design écologique, restauration sociale et restauration écologique :
- Design environnemental : Certains artistes travaillent avec la nature en tant que ressource pour obtenir une esthétique particulière. Dans les années 1980 et 1990, des artistes, architectes, concepteurs et ingénieurs civils ont exploré différentes manières de lier l'art, l'esthétique, l'écologie et la culture[63].
- Design écologique : Les artistes qui travaillent dans le domaine du design écologique créent de l'art qui dépend directement des expériences et des interactions avec l'endroit particulier où l'art est créé. Le design écologique considère l'œuvre d'art dans un contexte plus large selon lequel les gens, les plantes, les animaux, le site artistique et la Terre sont interconnectés les uns avec les autres[64].
- Restauration sociale : C'est une éthique écologique qui voit les humains comme vivant en relation avec des communautés de vie plus larges afin de catalyser la création d'œuvres d'art socialement responsables. Les artistes socio-écologiques examinent de façon critique les expériences de la vie quotidienne. Ils scrutent les relations de pouvoir qui entraînent des tensions communautaires lorsque surgissent des problèmes écologiques[65].
- Restauration écologique : Certains artistes tentent d'alerter les témoins de problèmes environnementaux au travers de l'exploration scientifique et de la documentation pédagogique. Ils cherchent à restaurer les milieux fragiles et à éduquer le public au caractère systémique des biorégions par le biais de la communication, du rituel et de la performance artistique. La pratique artistique a par ailleurs l'avantage de sensibiliser le public à des enjeux de restauration écologique de manière non didactique, en stimulant l'empathie pour la nature[66]. Certains artistes écologiques engagent directement le public dans des activités ou des actions en confrontant les pratiques néfastes pour l'environnement aux préoccupations écologiques, sociales, éthiques et morales[64].

## Exemples d'art écologique

### Walter De Maria,Earth Room(1977)
Earth Room de Walter De Maria est une œuvre du Land Art mais est-elle écologique ?. Earth Room (1977) est située au deuxième étage du 141 Wooster Street, dans le quartier New-yorkais de Soho et financée par la Dia Art Foundation. L’œuvre consiste en une pièce de 335 m2, aux murs peints en blanc (White Cube typique de l'art contemporain, dont le sol est recouvert d’une couche de terre noire de 56 cm de profondeur ; elle mesure au total environ 190 m3 et pèse 127 tonnes. Cette œuvre qui met en exergue la terre comme élément plastique primordial est cependant de plus en plus regardée par les artistes et théoriciens écologiques actuels, comme beaucoup d'autres œuvres de Land Art comme des aberrations écologiques. Déplacer des tonnes de terre, ou comme dans l'autre œuvre de De Maria Lighting Fields, planter 400 poteaux en acier répartis sur un kilomètre de plaine désertique à Quemado, au Nouveau-Mexique et qui n'attire en fait pas la foudre, ne peuvent plus être considérées comme écologiques.

### Stéphan Barron,ONgreen(2020)
ONgreen de Stéphan Barron est une installation lumineuse de 1 000 mètres carrés en vert fluorescent sur le parking de la gare de Montpellier. Cette œuvre de Street Art est une action de protestation contre le greenwashing. Elle s'insère dans la série d'œuvres Greenwatching engagée par l'artiste en 2016 puis poursuivie en 2018 et 2020 et décrite par Paul Ardenne dans son ouvrage de référence.